# Ictericodes
Ictericodes is een geslacht van insecten uit de familie van de Boorvliegen (Tephritidae), die tot de orde tweevleugeligen (Diptera) behoort.

## Soorten
- I. japonicus (Wiedemann, 1830)
- I. zelleri (Loew, 1844)